# Храбрые перцем
«Ваше высочество» (англ. Your Highness), в российском прокате «Храбрые перцем» — фэнтезийная комедия. Мировая премьера прошла 8 апреля 2011 года (в России — 12 мая 2011).

## Сюжет
Праздный принц Завидий привык веселиться и гоняться за горничными, пока его старший брат Славий побеждал в походах чудовищ и помогал отцу заниматься делами королевства. Завидий ревнует к славе брата, но ему лень ходить в походы и сражаться. Однако, после того, как злой волшебник Лизар похитил невесту Славия Беладонну, Завидию пришлось присоединиться к отряду, который должен спасти невесту принца. После измены рыцарей отряда, Славий, Завидий и оруженосец Кортни — остались втроём. Получив от великого мудреца волшебный компас и подсказку, герои отправляются за Мечом Единорога — только им можно убить Лизара. В походе через неведомые земли, после схватки дикарями и чудовищами, парни встречаются с девушкой-воином Изабеллой. Поначалу она обманывает братьев и крадёт компас, но оказывается у неё тоже свои счёты с колдуном Лизаром. Глава изменщиков Обормонт берёт в плен Славия и доставляет в замок Лизара. Завидий преодолевает сомнения и соблазны, проходит лабиринт Минотавра и, убив чудовище, овладевает Мечом. Он спасает Славия попавшего в плен к Лизару. Герои в последний момент освобождают Беладонну, которой пытался овладеть Лизар, пронзив колдуна Мечом.
Братья возвращаются в родной замок. Славий и Беладонна играют свадьбу. В спальне Завидия неожиданно появляется Изабелла. Она полюбила принца, но их близости не суждено случиться, пока Изабелла не избавится от магического пояса верности. Завидий и его суженая отправляются в новый поход.

## В ролях
| Актёр            | Роль                                   |
| ---------------- | -------------------------------------- |
| Дэнни МакБрайд   | Завидий                                |
| Джеймс Франко    | Славий                                 |
| Натали Портман   | Изабелла                               |
| Зоуи Дешанель    | Белладонна                             |
| Джастин Теру     | Лизар                                  |
| Тоби Джонс       | Хулий                                  |
| Чарльз Дэнс      | Король отец Завидия и Славия           |
| Ига Вирвал       | Регина вторая жена короля лилипутов    |
| Расмус Хардайкер | Кортни слуга Завидия                   |
| Дамиан Льюис     | Обормонт друг Славия                   |
| Клайв Ревилл     | второстепенные персонажи (озвучивание) |

## Отзывы
Фильм получил в основном отрицательные отзывы кинокритиков. На Rotten Tomatoes у фильма 27 % положительных рецензий из 183. На Metacritic — 31 балл из 100 на основе 33 обзоров. Роджер Эберт оценил фильм в 1 звезду из 4-х. Кинокартина задумывалась, как пародия на времена доблестных рыцарей, однако, несмотря на актёрский состав, пошлость и похабщина стали причиной кассового провала фильма, который даже отметили как худший кинофильм весны 2011 года.

## Интересные факты
- Первоначальное русское прокатное название звучало как «Ваше величество», также рассматривался вариант «Ваше косячество».[6] .
- Съёмки проходили в Ирландии[7].